# 白金禧
白金禧（英語：Platinum Jubilee）是週年紀念之一。在君主制國家，它通常是指70週年紀念 。

## 在位時間超過70年的君主
| 頭銜                     | 君主         | 即位日         | 即位白金禧 |
| ------------------------ | ------------ | -------------- | ---------- |
| 法國國王                 | 路易十四     | 1643年5月14日  | 1713年     |
| 列支敦士登親王           | 約翰二世     | 1858年11月12日 | 1928年     |
| 泰國國王                 | 拉瑪九世     | 1946年6月9日   | 2016年     |
| 英國（及英聯邦王國）女王 | 伊利沙伯二世 | 1952年2月6日   | 2022年     |

2022年2月，英國女王伊利沙伯二世成為繼泰國國王拉瑪九世之後又一位迎接登基白金禧紀念的君主。伊利沙伯二世登基白金禧紀念慶典活動的準備工作已經開始進行。2020年11月，英國政府宣佈將在2022年6月安排四天的銀行假日，並在該四天舉行一系列慶祝活動。然而在這一系列祝活動舉辦後的三個月，伊利沙伯二世就駕崩。